# Bilione
Il bilione è il numero naturale che, nel sistema di denominazione chiamato scala lunga usato in molte lingue europee tra cui l'italiano, il francese e lo spagnolo, equivale a un milione di milioni, cioè  1 000 000 × 1 000 000 = 1012. Il suo prefisso nel Sistema internazionale di unità di misura è  tera.
Nel mondo anglosassone, come in altri dove è in uso la scala corta, lo si definisce trillion. Bisogna ricordare che negli Stati Uniti e dal 1974 anche nel Regno Unito il termine billion indica un altro numero, che corrisponde a mille milioni, cioè a un miliardo (109). La Francia, come l'Italia, si è convertita dalla scala corta alla scala lunga nella seconda metà del XX secolo (quindi compiendo il percorso inverso rispetto al Regno Unito).
L'attuale nomenclatura italiana (scala lunga) segue questo procedimento: il prefisso (bi-, tri-, quadri-, ecc.) indica la potenza del milione; sostituendo -ardo a -one si moltiplica per mille (103), perciò il bilione è (106)2=1012, il biliardo è 103 x 1012=1015 e così via.
Come conseguenza di quanto sopra esposto, taluni sconsigliano l'utilizzo del termine anche in testi non scientifici, al fine di evitare le inevitabili confusioni sul valore a cui ci si sta riferendo, specie se ci si sta interfacciando con persone del mondo anglosassone oppure se si stanno redigendo documenti che potrebbero essere letti da chiunque, anglosassoni e non.